# フナック

fnacのロゴ

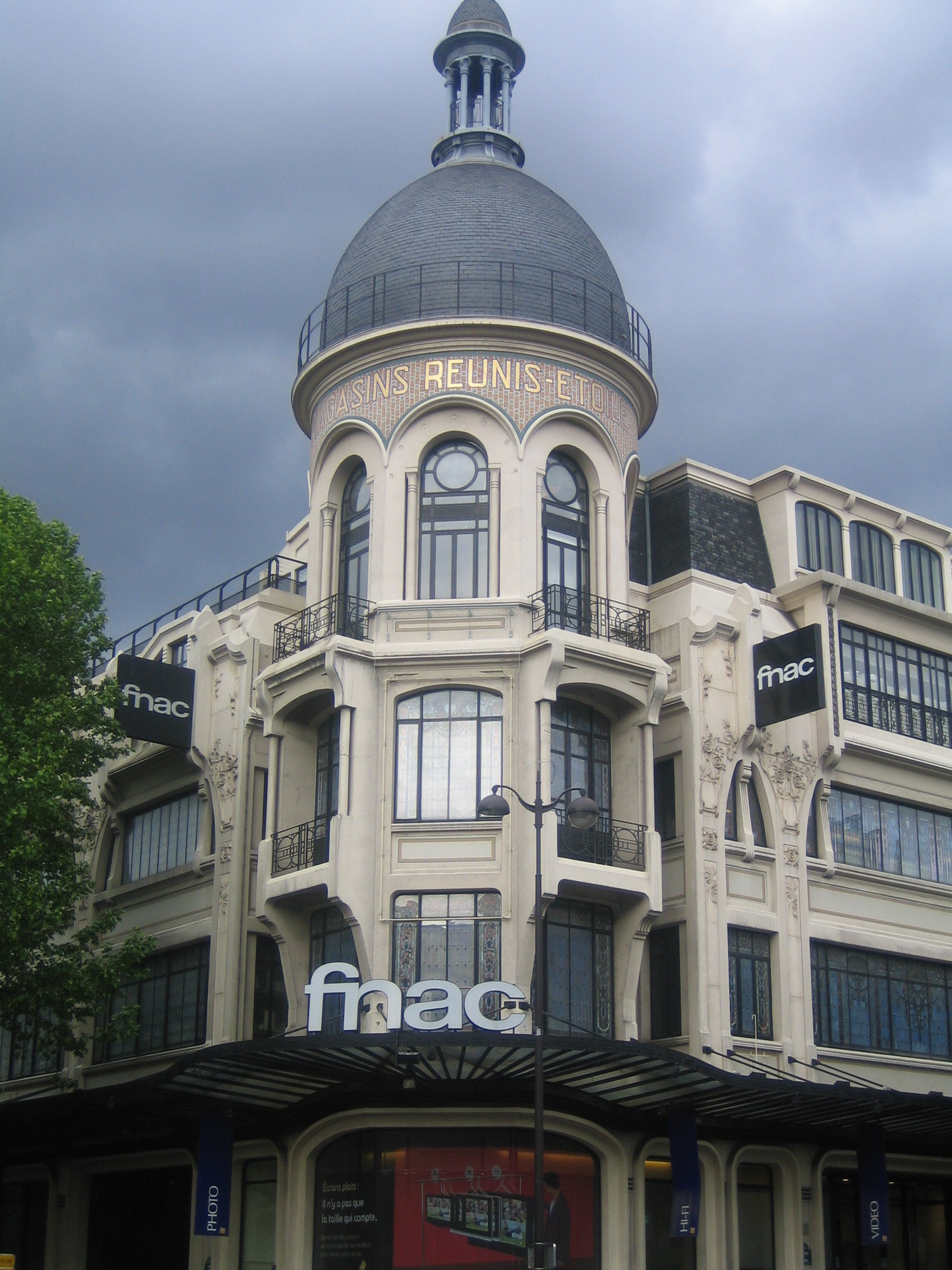
fnacのパリの店舗のひとつ。

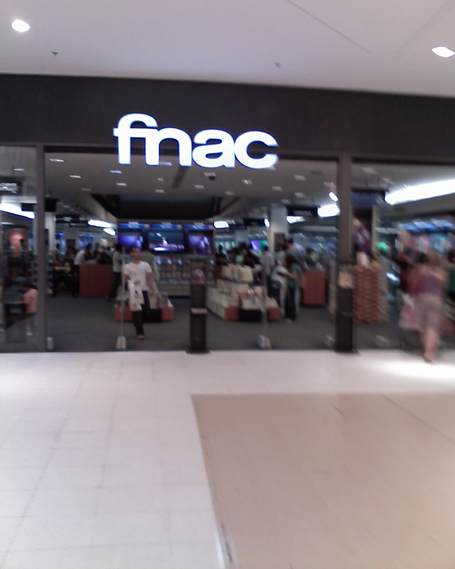
店舗入り口

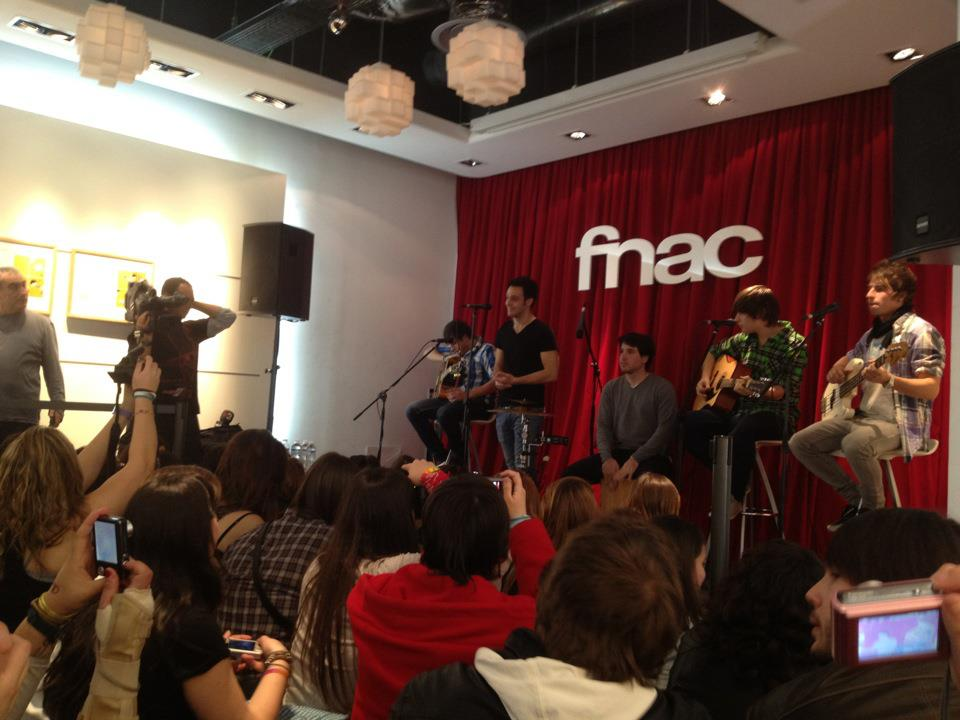
fnac開催のコンサート（スペインの店舗）

フナック（fnac）はフランスの総合的な小売チェーン。1954年創業。
取り扱う商品は、大きく分けると文化関連商品と電化製品商品で、具体的に言うと、書籍、雑誌、CD、映像ソフト、テレビゲーム、音響機器、映像機器、情報機器、カメラ、など。コンサート、観劇などのチケット販売も行っている。
本社はパリ近郊のイヴリー＝シュル＝セーヌにある。
fr:André Essel アンドレ・エッセルとfr:Max Théret マックス・テレによって創業された。二人は当時MJS（Mouvement des jeunes socialistes）に関わる中でこのfnacを創立したという。「fnac」というのは最初はFédération nationale d'achats（国民的購買連盟）だったもので、その後にFédération Nationale d’Achats des Cadres (マネージャーのための国民的購買連盟)の略だという。当初の目的は、人々がさまざまな物を安価に購入できるしくみをつくることだったという。
fnacは毎年、フランスで書籍祭りを開催しており、作家や政治家や一般人が参加して文学・文化・社会・科学等々を論じ合う討論会も行い、文化の発信者の役割も果たしている。

## 歴史
当初はパリ4区のセバストポル大通りにあった小さな店舗でしたが、2番目のFnacは1969年にワグラム大通り（17区）にオープンしました。
フランス国内に68店舗（2006年1月）を構え、フランス国外ではイタリア、ギリシャ、スイス、スペイン、台湾、ブラジル、ベルギー、ポルトガルでも店舗を展開している。